# Phyllanthus emblica
Phyllanthus emblica (amalaträd, amalaki eller indiskt krusbär) är en emblikaväxtart som beskrevs av Carl von Linné. Phyllanthus emblica ingår i släktet Phyllanthus och familjen emblikaväxter. Inga underarter finns listade i Catalogue of Life.

## Förekomst
Amalaträd växer naturligt i Ostindien, Kina, Japan och Indonesien, samt finns allmänt planterat i Ostindien.

## Användning
Frukten är ett bär som kallas amalaki, alternativt "indiskt krusbär". Den kan förtäras rå eller inlagd,speciellt i södra Indien, tillsammans med olja och salt och kan användas torkad, s. k. grå amalaker, mot olika sjukdomar i den traditionell indiska medicinen. Veden, som är hård, seg och röd till färgen, används som byggnadsvirke och till finare snickeriarbeten.

## Bildgalleri

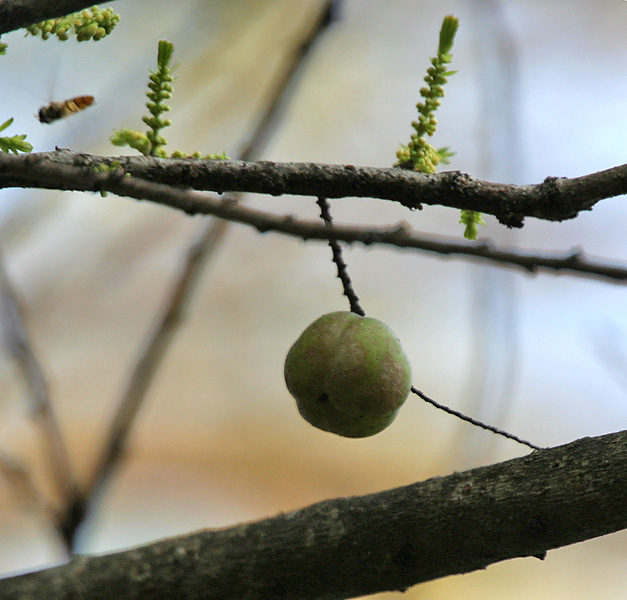
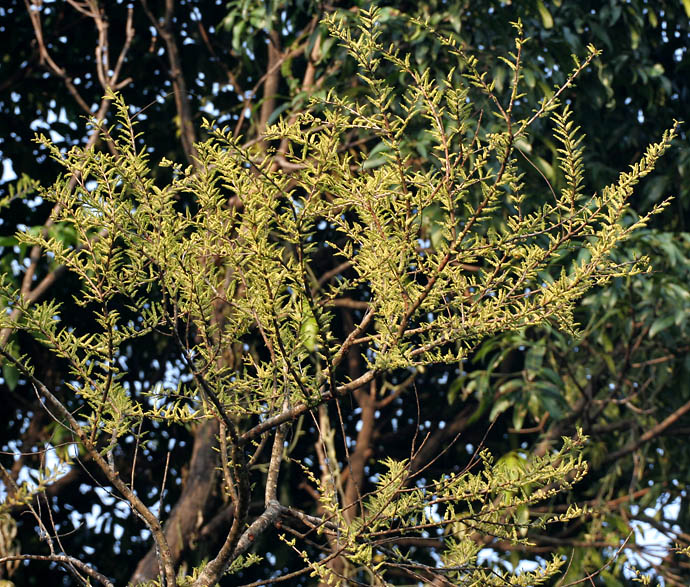
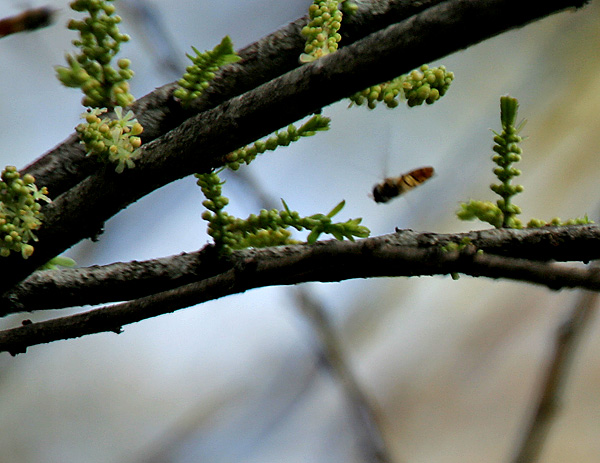
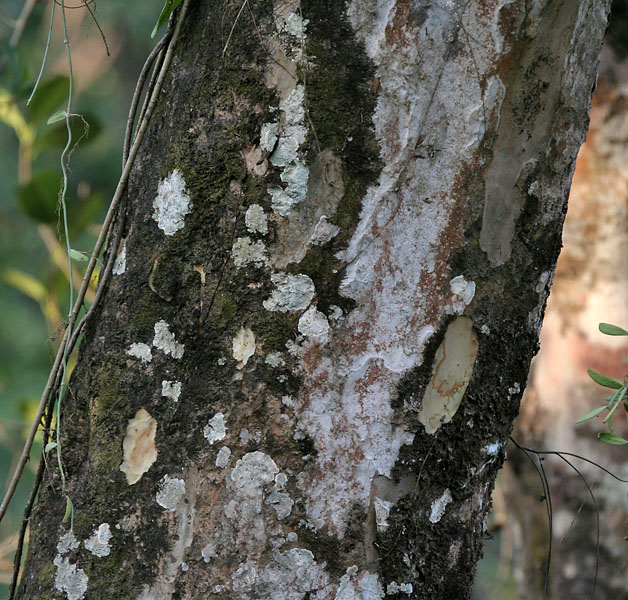
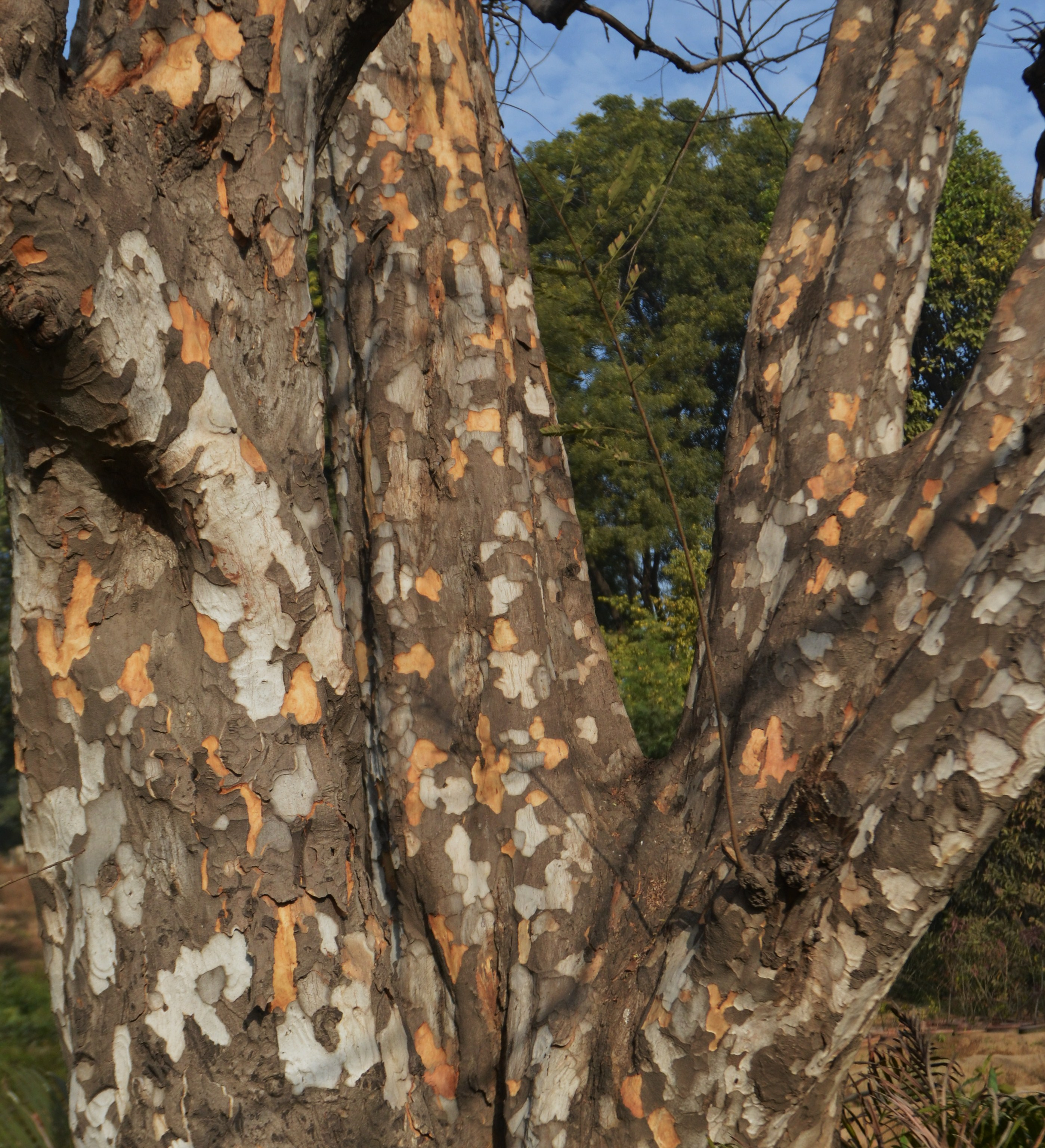